# Liste der Baudenkmäler in Karbach (Unterfranken)
Auf dieser Seite sind die Baudenkmäler in dem unterfränkischen Markt Karbach zusammengestellt. Diese Tabelle ist eine Teilliste der Liste der Baudenkmäler in Bayern. Grundlage ist die Bayerische Denkmalliste, die auf Basis des Bayerischen Denkmalschutzgesetzes vom 1. Oktober 1973 erstmals erstellt wurde und seither durch das Bayerische Landesamt für Denkmalpflege geführt wird. Die folgenden Angaben ersetzen nicht die rechtsverbindliche Auskunft der Denkmalschutzbehörde.
 Diese Liste gibt den Fortschreibungsstand vom 15. April 2020 wieder und enthält 45 Baudenkmäler.

## Baudenkmäler nach Ortsteilen

### Karbach
| Lage                                 | Objekt                                                         | Beschreibung | Akten-Nr.                                                                                  | Bild           |
| ------------------------------------ | -------------------------------------------------------------- | --- | ------------------------------------------------------------------------------------------ | -------------- |
| Am Kist 17 (Standort)                | Kellertür                                                      | Rundbogen mit Fase, Sandstein, bezeichnet „1624“ | D-6-77-146-1 Wikidata                                                                      | BW             |
| Am Kist 40 (Standort)                | Ehemaliges Schulhaus                                           | Zweigeschossiger zweiflügeliger Satteldachbau mit Zierfachwerkobergeschoss und rundbogiger Durchfahrt mit Julius-Echter-Wappen im Erdgeschoss, bezeichnet „1607“, Erdgeschossumbau bezeichnet 1786, zweigeschossiger westl. Anbau 18./19. Jahrhundert | D-6-77-146-2 Wikidata                                                                      | weitere Bilder |
| Am Kist 42 (Standort)                | Katholische Pfarrkirche St. Vitus                              | Saalkirche mit Satteldach und eingezogenem Dreiseitchor, quadratischer Chorflankenturm mit Haube und Laterne, westliche Vorhalle mit Treppengiebel, romanischer Turmunterbau 12./13. Jahrhundert, gotischer Aufbau zweite Hälfte 15. Jahrhundert, spätbarockes Obergeschoss mit Haube 1779, nachgotisches Langhaus bezeichnet „1614“, neugotische Vorhalle zweite Hälfte 19. Jahrhundert, mit Ausstattung              | D-6-77-146-3 Wikidata                                                                      | weitere Bilder |
| Am Kist 42 (Standort)                | Reste der Kirchhofbefestigung                                  | Bruchsteinmauer mit Schießscharten, mittelalterlich, teilweise erneuert | D-6-77-146-3 Wikidata                                                                      | BW             |
| Am Kist 42 (Standort)                | Kreuzwegstationen                                              | Sandsteinädikulen mit Reliefs, neugotisch, um 1900 | D-6-77-146-3 Wikidata                                                                      | BW             |
| Am Kist 42 (Standort)                | Kruzifix                                                       | Mit Sockel, Sandstein, 18. Jahrhundert | D-6-77-146-3 Wikidata                                                                      | weitere Bilder |
| Am Kist 42 (Standort)                | Friedhofskreuz                                                 | Breiter Tischsockel mit Eckpfeilern und Kruzifix, Sandstein, zweite Hälfte 19. Jahrhundert | D-6-77-146-3 Wikidata                                                                      | BW             |
| Am Tannenberg 2 (Standort)           | Bildstock                                                      | Postament und Säule mit kreuzbekröntem Kreuztonnendach-Nischenaufsatz, Sandstein, bezeichnet „1622“ | D-6-77-146-4 Wikidata                                                                      | BW             |
| Nähe An der Leite (Standort)         | Giebelhaus                                                     | Verputztes Fachwerk, 18./19. Jahrhundert | D-6-77-146-5                                                                               | BW             |
| Nähe An der Leite (Standort)         | Bildstock                                                      | Muschelnischenaufsatz mit Relief Pietà, Sandstein, Barock, bezeichnet „1702“, Säulenschaft neu | D-6-77-146-45 Wikidata                                                                     | BW             |
| An der Leite 3 (Standort)            | Bauernhof, Wohnhaus                                            | Zweigeschossiger giebelständiger Satteldachbau mit vorkragendem Zierfachwerkobergeschoss, dendrochronologisch datiert, um 1620, Fenstersturz bezeichnet „1698“ | D-6-77-146-6 Wikidata                                                                      | weitere Bilder |
| An der Leite 3 (Standort)            | Hoftor                                                         | überdacht | D-6-77-146-6 Wikidata                                                                      | BW             |
| An der Leite 3 (Standort)            | Bauernhof, sogenanntes Gesindehaus                             | traufständiger Fachwerkbau mit Satteldach, 1732 (inschriftlich) | D-6-77-146-6 Wikidata                                                                      | weitere Bilder |
| An der Leite 3 (Standort)            | Bauernhof, Nebengebäude                                        | spätes 19. Jh. | D-6-77-146-6 Wikidata                                                                      | weitere Bilder |
| Birkenfelder Straße 8, 10 (Standort) | Mühle, sogenannte Neumühle, Wohngebäude                        | Langgestreckter zweiteiliger Bau, zweigeschossiger Kopfbau mit giebelständigem Krüppelwalmdach und verputztem Fachwerkobergeschoss sowie gemaltem Wappenbild und Hausmadonna, 18. Jahrhundert, Wappenbild bezeichnet 1720 (neu gemalt), rückwärtig anschließend ein zweigeschossiger Satteldachbau mit verputztem Fachwerkobergeschoss über Kellervollgeschoss mit Freitreppe, 18./19. Jahrhundert, im Kern wohl älter | D-6-77-146-7                                                                               | BW             |
| Nähe Neumühle (Standort)             | Mühle, sogenannte Neumühle, Nebengebäude                       | Zweigeschossiger Bruchsteinbau mit vermauertem Bildstockaufsatz, mehrphasige Baugeschichte, im Kern bezeichnet „1789“, Dachaufbau verändert | D-6-77-146-7                                                                               | BW             |
| Nähe Neumühle (Standort)             | Mühle, sogenannte Neumühle, Nebengebäude                       | Zweigeschossiger Satteldachbau mit Fachwerkobergeschoss, bezeichnet „1841“ Wasserrad | D-6-77-146-7                                                                               | BW             |
| Ebenbild (Standort)                  | Feldkapelle, sogenannte Ebenbildkapelle                        | Kleiner Satteldachbau mit Giebelkreuz und Spitzbogenöffnung, neugotisch, bezeichnet „1869“ | D-6-77-146-38 Wikidata                                                                     | BW             |
| Fuchsenmühle 30, 31 (Standort)       | Fuchsenmühle                                                   | Langgestreckter Satteldachbau mit Fachwerkobergeschoss, bezeichnet „1781“, Nebengebäude | D-6-77-146-8 Wikidata                                                                      | BW             |
| Griesberg (Standort)                 | Gedenkkreuz                                                    | Kruzifix mit Kleeblattendungen und Inschrift über rustiziertem Sockel, Sandstein und Kunststein, bezeichnet „1893“, erneuert | D-6-77-146-40 Wikidata                                                                     | BW             |
| Grießberg (Standort)                 | Bildstock                                                      | Sockel und Pfeiler mit Wappen der Hufschmiedzunft sowie vierseitigem Reliefaufsatz Kreuzigungsgruppe und Engelsköpfen, Sandstein, Aufsatz bezeichnet „1706“ | D-6-77-146-39 Wikidata                                                                     | BW             |
| Hauptstraße 15 (Standort)            | Bauernhaus                                                     | Zweigeschossiger Halbwalmdachbau mit Zierfachwerkobergeschoss über hohem Kellerhanggeschoss in Ecklage, 17. Jahrhundert | D-6-77-146-9 Wikidata                                                                      | weitere Bilder |
| Hauptstraße 18 (Standort)            | Hoftor                                                         | Hölzerne Tordurchfahrt mit Satteldach, 18./19. Jahrhundert und seitlicher Sandsteinpforte mit Schulterbogen, bezeichnet „1658“ | D-6-77-146-10 Wikidata                                                                     | BW             |
| Hauptstraße 19 (Standort)            | Ehemaliges Gasthaus zum grünen Baum                            | Zweigeschossiges Zierfachwerkhaus mit giebelständigem Satteldach, im Kern um 1600 | D-6-77-146-11 Wikidata                                                                     | weitere Bilder |
| Hauptstraße 19 (Standort)            | Hoftor                                                         | Rundbogentor und -pforte mit rechteckiger Rahmung, Sandstein, bezeichnet „1580“ | D-6-77-146-11 Wikidata                                                                     | weitere Bilder |
| Hauptstraße 23 (Standort)            | Kellertür                                                      | Gerahmter Rundbogen mit Schlussstein, Sandstein, barock, bezeichnet „1707“ | D-6-77-146-12 Wikidata                                                                     | BW             |
| Hauptstraße 24 (Standort)            | Bauernhof                                                      | Wohnhaus, eingeschossiges Fachwerkhaus mit giebelständigem Satteldach, 17./18. Jahrhundert | D-6-77-146-13 Wikidata                                                                     | weitere Bilder |
| Hauptstraße 26 (Standort)            | Bauernhof                                                      | Wohnhaus, zweigeschossiges verputztes Fachwerkhaus mit giebelständigem Satteldach, 17./18. Jahrhundert | D-6-77-146-14 Wikidata                                                                     | weitere Bilder |
| Hauptstraße 27 (Standort)            | Bauernhof                                                      | Wohnhaus, zweigeschossiger giebelständiger Satteldachbau mit Zierfachwerkobergeschoss, 17./18. Jahrhundert, Erdgeschoss verändert | D-6-77-146-15 Wikidata                                                                     | weitere Bilder |
| Hauptstraße 30 (Standort)            | Hausfigur                                                      | Heiliger Antonius, barockisierend nicht nachqualifiziert, im Bayerischen Denkmal-Atlas nicht kartiert | D-6-77-146-16 Wikidata                                                                     | BW             |
| Hauptstraße 32 (Standort)            | Hoftor                                                         | Rundbogige Tordurchfahrt, Sandstein, 17. Jahrhundert | D-6-77-146-17 Wikidata                                                                     | weitere Bilder |
| Hauptstraße 33 (Standort)            | Gasthaus zum Stern                                             | Zweigeschossiger giebelständiger Schopfwalmdachbau mit Rundbogenarkaden im Erdgeschoss und Zierfachwerkobergeschoss in den Straßenraum vorspringend, rückwärtiger Teil verändert, bezeichnet „1703“ | D-6-77-146-18 Wikidata                                                                     | weitere Bilder |
| Hauptstraße 36 (Standort)            | Bauernhof                                                      | Wohnhaus, zweigeschossiger Satteldachbau mit Zierfachwerkobergeschoss in Ecklage, verglastes Gehäuse mit Hausmadonna, 17./18. Jahrhundert, massiver Erdgeschossumbau 19. Jahrhundert | D-6-77-146-19 Wikidata                                                                     | weitere Bilder |
| Hauptstraße 37 (Standort)            | Wohnhaus                                                       | Zweigeschossiges verputztes Fachwerkhaus über Kellervollgeschoss mit giebelständigem Satteldach, 18. Jahrhundert | D-6-77-146-20 Wikidata                                                                     | weitere Bilder |
| Hauptstraße 38 (Standort)            | Bauernhof                                                      | Wohnhaus, zweigeschossiger Satteldachbau mit Zierfachwerkobergeschoss in Ecklage, 17./18. Jahrhundert, massiver Erdgeschossumbau 19. Jahrhundert | D-6-77-146-21 Wikidata                                                                     | weitere Bilder |
| Hauptstraße 40 (Standort)            | Bauernhof                                                      | Wohnhaus mit verputztem Fachwerk, 17./18. Jahrhundert | D-6-77-146-22 Wikidata                                                                     | weitere Bilder |
| Hauptstraße 42 (Standort)            | Bauernhof                                                      | Wohnhaus, zweigeschossiger giebelständiger Satteldachbau mit teilweise verputztem Zierfachwerkobergeschoss, 17. Jahrhundert, Erdgeschoss verändert | D-6-77-146-23 Wikidata                                                                     | weitere Bilder |
| Hauptstraße 44 (Standort)            | Bauernhof                                                      | Wohnhaus, zweigeschossiger giebelständiger Satteldachbau mit vorkragendem Zierfachwerkobergeschoss, 17./18. Jahrhundert, Sandsteinfassade im Erdgeschoss 19. Jahrhundert | D-6-77-146-24 Wikidata                                                                     | weitere Bilder |
| Hauptstraße 46 (Standort)            | Bauernhof                                                      | Wohnhaus, zweigeschossiger verputzter Fachwerkbau mit giebelständigem Krüppelwalmdach, erste Hälfte 19. Jahrhundert | D-6-77-146-25 Wikidata                                                                     | weitere Bilder |
| Hauptstraße 50 (Standort)            | Bauernhof                                                      | Wohnhaus, zweigeschossiger giebelständiger Satteldachbau mit Zierfachwerkobergeschoss und Kellersockel mit Freitreppe, bezeichnet „1719“ | D-6-77-146-26 Wikidata                                                                     | weitere Bilder |
| Hauptstraße 54 (Standort)            | Wirtshausschild                                                | Mit Doppeladler, frühes 19. Jahrhundert nicht nachqualifiziert, im Bayerischen Denkmal-Atlas nicht kartiert | D-6-77-146-27 Wikidata                                                                     | BW             |
| Hauptstraße 55 (Standort)            | Kreuzschlepper                                                 | Inschriftsockel mit Inschriftsäule und Figur des kreuztragenden Christus, Sandstein, barock, bezeichnet „1721“ | D-6-77-146-28 Wikidata                                                                     | BW             |
| Hauptstraße 62 (Standort)            | Bauernhof                                                      | Wohnhaus, zweigeschossiger giebelständiger Satteldachbau mit vorkragendem Zierfachwerkobergeschoss, dendrochronologisch datiert 1631; Nebengebäude, 19. Jahrhundert | D-6-77-146-29 Wikidata                                                                     | BW             |
| Lederberg (Standort)                 | Gedenkkreuz                                                    | Inschriftsockel mit Kreuz, Sandsteinsockel bezeichnet „1903“, hölzernes Kreuz neu | D-6-77-146-36 nicht nachqualifiziert, im Bayerischen Denkmal-Atlas nicht kartiert Wikidata | BW             |
| Lederberg; am Istelweg (Standort)    | Sühnekreuz                                                     | Sandstein, wohl spätmittelalterlich mit jüngeren Ritzzeichnungen | D-6-77-146-43 Wikidata                                                                     | weitere Bilder |
| Marktplatz (Standort)                | St.-Nepomuk-Statue                                             | Sandstein, 18. Jahrhundert | D-6-77-146-34                                                                              | weitere Bilder |
| Marktplatz 1 (Standort)              | Ehemalige Synagoge                                             | Zweigeschossiger Halbwalmdachbau mit Rundbogenfenstern, 1844 über älterem Kern | D-6-77-146-44 Wikidata                                                                     | weitere Bilder |
| Mäßlich (Standort)                   | Kruzifix                                                       | Inschriftsockel und Kruzifix mit Inschrift, Sandstein, bezeichnet „1863“ | D-6-77-146-37 Wikidata                                                                     | BW             |
| Mühlberg (Standort)                  | Jüdischer Friedhof                                             | Unterschiedlich gestaltete Grabsteine, 1819–1938 | D-6-77-146-42 Wikidata                                                                     | BW             |
| Mühlberg (Standort)                  | Friedhofsmauer                                                 | mit Pfeilertor, 1881 | D-6-77-146-42 Wikidata                                                                     | BW             |
| Obere Klimbach 1 (Standort)          | Ehemaliger Klosterhof des Klosters Neustadt, Wohnhaus          | Zweigeschossiger Krüppelwalmdachbau mit Zierfachwerkobergeschoss in Ecklage, bezeichnet „1627“, Umbau bezeichnet „1755“ | D-6-77-146-30 Wikidata                                                                     | weitere Bilder |
| Obere Klimbach 1 (Standort)          | Ehemaliger Klosterhof des Klosters Neustadt, Nebengebäude      | Zweigeschossiger Satteldachbau mit geohrten Fensterrahmungen, 18. Jahrhundert | D-6-77-146-30 Wikidata                                                                     | BW             |
| Obere Klimbach 1 (Standort)          | Ehemaliger Klosterhof des Klosters Neustadt, Scheune           | Bruchsteinbau mit Satteldach und Fachwerkgiebel, 18./19. Jahrhundert | D-6-77-146-30 Wikidata                                                                     | weitere Bilder |
| Obere Klimbach 1 (Standort)          | Ehemaliger Klosterhof des Klosters Neustadt, Einfriedungsmauer | Bruchstein, 18./19. Jahrhundert | D-6-77-146-30 Wikidata                                                                     | weitere Bilder |
| Obere Klimbach 3 (Standort)          | Bauernhaus                                                     | Mit Halbwalmdach, verputztes Fachwerk, 18. Jahrhundert | D-6-77-146-31 Wikidata                                                                     | BW             |
| Obere Klimbach 13 (Standort)         | Bauernhof                                                      | Wohnhaus, eingeschossiges Zierfachwerkhaus mit giebelständigem Krüppelwalmdach, bezeichnet „1682“ | D-6-77-146-32 Wikidata                                                                     | BW             |
| Tiefental (Standort)                 | Feldaltar                                                      | Inschrift-Stipes mit geschweiftem Tonnendach-Nischenaufsatz, Sandstein, bezeichnet „1728“, Renovierung bezeichnet „1828“ | D-6-77-146-35 Wikidata                                                                     | BW             |
| Untere Klimbach 28 (Standort)        | Ehemalige Mühle                                                | Gebäudekomplex auf T-förmigem Grundriss, zweigeschossiger Satteldachbau mit verputztem Fachwerkobergeschoss, 17./18. Jahrhundert, westlicher Satteldachanbau 18. Jahrhundert, südöstlicher zweigeschossiger Massivbau mit Satteldach bezeichnet „1909“ Nebengebäude Wasserrad | D-6-77-146-33 Wikidata                                                                     | BW             |
| Nähe Zum Ebenbild (Standort)         | Kapelle                                                        | Bezeichnet „1678“; mit Ausstattung | D-6-77-146-41 Wikidata                                                                     | BW             |